# テレポート6 (北海道放送)
テレポート6（テレポートシックス）は、北海道放送（HBCテレビ）で1975年2月3日から1999年12月28日まで放送されていた夕方のローカルニュース番組である。

## 概要
1975年2月、北海道におけるローカルワイドニュースの先駆けとしてスタートした。放送開始当初、本番組が放送されていた夕方に放送される番組は、再放送を含めたアニメ番組がほとんどであり、全国的にも『RABニュースレーダー』（青森放送）や『山陽TVイブニングニュース』（山陽放送）などごくわずかしか存在しない時代であった。
開始5年後には、番組の好調を受け、1980年1月5日から『テレポート6』のロゴを併記した本番組の土曜版『土曜テレポート』がスタートした。土曜版は1986年3月29日までは『土曜テレポート』のタイトルで放送され、同年4月5日からは平日同様『テレポート6』となる。その後、土曜版は1996年4月6日から『WE!テレポート6』として放送されたが、1999年3月27日に終了した。番組タイトルにある『テレポート6』の6は、キー局TBSテレビの『テレポートTBS6』とは異なり、番組開始時間である午後6時を意味する 。
1980年代後半からは番組名にHBCの冠を付けて『HBCネットワーク テレポート6（通称：HBCテレポート6）』としたことがあった。
『テレポート6』というタイトルは、のちにHBCのキー局であるTBS、HBC同様テレビネットワークがJNN加盟の北陸放送もローカルニュース番組のタイトルとして採用し（『テレポートTBS6』【1975年10月 - 1990年3月】、『MROテレポート6』【1976年10月 - 2003年3月】）、同じくJNN加盟局の山陰放送もローカルニュース番組のタイトルとして『テレポート』を採用している（『テレポート山陰』【1977年4月 - 】）
2000年1月より『テレポート2000』としてリニューアルしたが、2006年4月14日をもって終了し、『テレポート6』から続いた31年の歴史に幕を下ろした。
『テレポート2000』終了後は、この時間帯は『Hanaテレビ』、『総力報道!THE NEWS HBC』、『NEWS1』、『北海道NEWS1』と引き継がれ、現在は『今日ドキッ!』が放送されている。

### 歴代のオープニング
- 初期　お天気カメラ、ないしは当日の主要重要ニュースの映像がバック。星をイメージしたアニメから午後6時を示すアナログ時計（画面左・中・右に1個ずつ。最初は真ん中のところだけが6時を示し、ステージのカーテンコールのような状態になる。のち左右のアニメと重なる）。そこから「6」の白抜きがズームダウンし、画面中央から「テレポート」の文字が回転しながらズームアップする。
- 1990年代　ニューススタジオの全景を映し、左上に「テレポート6」右下に「HBCネットワーク」と表記。

## 放送時間の変遷
| 期間      | 期間       | 放送時間（JST）       | 放送時間（JST）       |
| 期間      | 期間       | 月 - 金曜日           | 土曜日                |
| --------- | ---------- | --------------------- | --------------------- |
| 1975.2.3  | 1979.12.28 | 18:00 - 18:30（30分） | （放送なし）          |
| 1980.1.4  | 1985.3.30  | 18:00 - 18:30（30分） | 17:30 - 18:00（30分） |
| 1985.4.1  | 1990.3.31  | 18:00 - 18:30（30分） | 17:30 - 17:52（22分） |
| 1990.4.2  | 1990.12.29 | 17:57 - 19:00（63分） | 17:30 - 17:52（22分） |
| 1991.1.4  | 1993.4.3   | 17:57 - 19:00（63分） | 17:25 - 17:52（27分） |
| 1993.4.5  | 1993.9.30  | 17:55 - 19:00（65分） | 18:00 - 18:30（30分） |
| 1993.10.1 | 1999.3.27  | 18:30 - 19:00（30分） | 18:00 - 18:30（30分） |
| 1999.3.29 | 1999.12.28 | 18:30 - 19:00（30分） | （放送終了）          |

## 歴代キャスター

### 男性キャスター
- 石崎岳（元衆議院議員）[6]
- 小野垣親士（現・HBCフレックス社長）
- 小池弓夫（土曜テレポートも担当　沢口と隔月交代）[7][8][9]
- 沢口孝夫（初代キャスター、土曜テレポートも担当　小池と隔月交代）[7][8][9]
- 田村英一[10][11]
- 向田宣威
- 島森則夫
- 横田久（WE!テレポート6担当）
- 村形貞彦
- 桜井宏（土曜担当）
- 卓田和広（土曜担当）

### 女性キャスター
- 五十嵐裕子[11]
- 石山愛子（WE!テレポート6担当）
- 小原忍（岩手めんこいテレビに移籍後も本番組と同じ夕方枠であるmitスーパータイムのキャスターを担当した）[7][8][9][10]
- 岡田範子[11]
- 加藤由紀子（その後WOWOWに移籍）[10]
- 黒沢久美子
- 武田明子
- 野宮範子
- 森田真奈美
- 村井裕子（土曜テレポート専任　1981年1月まで）
- 山本早苗
- 山本真規子
- 若山昌子[7][8][9]
- 渡辺陽子[6]
- 林部香織（WE!テレポート6担当）
- 宮田裕子
- 鶴羽佳子
- 高橋あゆみ（佐々木陸兼屋根担当）

## その他
- かつてはJNN東北・北海道交換ニュース（当放送局と青森テレビ・岩手放送・東北放送・福島テレビ→テレビユー福島）を放送していた。
- 大泉洋が年末特番として拡大版のテレポート6内で『テレポート洋』と題し、2年間（2回）臨時キャスターとして出演した。取材内容は「田中真紀子突撃取材」など。あまりの可笑しさに、VTRを見ていた本来のキャスターが笑い転げる場面もあった[12]。
- 放送開始から1989年2月までのオープニングテーマ音楽は、福居良が担当した。